# Kozlovka (Komi)
Kozlovka - Козловка (rus) - és un poble de la República de Komi, a Rússia, segons el cens del 2010 tenia 10 habitants.